# Caria castalia
Caria castalia is een vlindersoort uit de familie van de prachtvlinders (Riodinidae), onderfamilie Riodininae.
Caria castalia werd in 1855 beschreven door Ménétries.